# امیرمحمد قاسمی‌زاده
امیرمحمد قاسمی زاده، نقاش، مجسمه‌ساز، نویسنده و مستندساز، متولد اول تیرماه ۱۳۵۸ در تهران است. تحصیلات وی در حوزه هنرهای تجسمی است و دانش‌آموخته نقاشی از دانشکده هنر و معماری دانشگاه آزاد است.
وی از اعضای خانه موزهٔ دانته می‌باشد و همچنین عضو هنرمندان هنرهای زیبا، در فلورانس ایتالیا است و نمایشگاه «چوب‌زخم‌ها» و «دانته و دیگران» که به نمایش آثار قاسمی‌زاده اختصاص داشت با دعوت کانون «دانته» در ایتالیا، در خردادماه ۱۳۹۶ در شهر فلورانس برگزار شد.

## زندگی وفعالیت های مطبوعاتی
در کارنامهٔ هنری ایشان شاهدِ برپایی نمایشگاه‌های متعدد نقاشی، طراحی و ساخت حجم‌هایی هستیم در قالب مجسمه‌هایی از مشاهیر ایران از جمله فردوسی ،محمد مصدق، بوعلی سینا، سیمین بهبهانی، کمال الملک و احمد شاملو، ایرج افشار … .
از جمله کارهای ارزشمند امیرمحمد قاسمی‌زاده، کشیدن پرتره شاعران و موسیقی‌دان‌های ایرانی به قصد زنده نگاه داشتن یاد آن‌ها می‌باشد. این مجموعه با شیوه ی آب و مرکب پدید آمده است. در این پرتره ها سعی بر آن بوده که به جز شباهت های عینی و بیرونی با مطالعه ی احوال و آثار هنرمندان به شخصیت درونی و ماهیت باطنی آن ها راهی ببرد تا در اجرای این پرتره ها نشانه های دقیق تری را در  شمایل هر چهره بیابیم. همه طرح‌های او در مجموعه «یاد مرکب‌ها» رئالیستی هستند؛ اما برای کشیدن این طرح‌ها به جنبه‌های هنری این هنرمندان توجه کرده‌است، مثلاً کلاسیک بودن آثار شاعری چون معینی کرمانشاهی را از پرترهٔ که این هنرمند از او کشیده می‌توان حدس زد یا با پریشان کشیدن موهای  فروغ فرخزاد به عصیان آن‌ در برابر زمان و قواعد شعر آن روزگار اشاره کرده یا سیگاری که در پرتره‌ای نصرت رحمانی دودش تا ناکجا آباد رفته، اشاره به زندگی او و شاعران و هنرمندان دوره‌ای دارد که پس از۲۸ مرداد دچار دلزدگی و شکست شدند.
در کارنامه این نقاش شاهد برپایی نمایشگاهی از نقاشی‌های او با عنوان یاد بامداد که شامل پرتره‌هایی از احمد شاملو بر اساس شعرهایش بود، او کل این مجموعه را به آیدا سرکیسیان اهدا کرد. نقاشی‌های این مجموعه در قالب کتابی نیز با عنوان «یاد بامداد» در قالب ویژه نامه مجله گوهران نیز منتشر شده‌است.وی پرتره‌های مشاهیر فرهنگی، هنری و تاریخی در قالب نقشهٔ ملی مشاهیر ملی با همکاری مهندس غلامرضا سحاب نیز دیده می‌شود.
همچنین طراحی و نقاشی مشاهیر برجسته ادبیات ایران حدود دویست اثر در دست چاپ دارد بزرگانی مانند مهدی اخوان ثالث، ژاله اصفهانی، فروغ فرخزاد، سیمین بهبهانی، اسماعیل خویی، احمد شاملو، نیما یوشیج، لعبت والا، رضا براهنی، جواد مجابی، علی باباچاهی و عمران صلاحی و بسیارانی دیگر.
همچنین مجموعه‌ای نفیسی که شامل پرتره‌های مشاهیر برجسته ایران، در قالب یک کتاب شامل زندگی و آثار آن‌ها را با همکاری و پژوهش بهرام معصومی و سبا خویی با هدف اصلی تأثیر گذاری و اهمیت هنرمندان و مشاهیر دوره مشروطه تا سال ۱۳۵۷ را نیز در دست چاپ دارد.
او علاوه بر تصویر سازی روی دو کتاب هیوا مسیح، طراحی و نقاشی روی جلدِ کتابِ شاعر برجستهٔ ایران اسماعیل خویی به نامِ قهقاه ناشنیدنی ی مرگ و ولایتِ شهشیخ، همچنین تصویر سازی کتابِ شعرِ حهان مربع گردی ست اثرِ لیدا تیبانی؛ طراحی و نقاشی کتابِ شعرِ دوری مثل آخرین طبقهٔ یک آسمان خراش اثر سابیر هاکا و طراحی و نقاشی روی جلد کتابِ شعر سبا خویی با عنوان یارای ماندن را نیز در کارنامه هنری خود دارد.

## از نگاه منتقدین و هنرمندان
پروفسور ریکاردو کاراپِلی از منتقدان برجسته تاریخ هنر ایتالیا در حاشیهٔ نمایشگاه آثار امیرمحمد قاسمی‌زاده در شهر فلورانس ایتالیا می‌گوید:
من از همان ابتدای ورود متوجه شدم با نمایشگاه متفاوتی روبرو هستم. دغدغه‌های آرتیست جهانی‌ست و این نقاشی‌ها به‌غایت جهان شمول‌اند. او با این نقاشی‌ها به تمام فرهنگ‌ها و کشورها سفر کرده‌است و به همین خاطر این آثار می‌تواند در پاریس، لندن و نیویورک به نمایش در بیایند. او در فرم با تکنیک ماهرانه‌اش به فضاسازی‌های ساده‌ای دست پیدا کرده‌است اما این مسیر تنها ظاهری ساده دارد. این نقاشی‌ها حروف و کلمات را ساده می‌کنند اما این دلیل سادگی آنها نیستند. به همین دلیل محتوا و معنا در آثار اهمیت ویژه دارد. او رنج درون را با هنری شاعرانه بیان می‌کند.
خانم مارکینی (مدیریت خانه_موزه دانته):
خانهٔ دانته امروز میزبان نقاش جوانی از شرق و ایران است، امیرمحمد قاسمی زاده که جدیدترین عضو خانهٔ دانته است.
نقاشی‌های ایشان درد مشترک انسان‌ها را در هر پرده نشان می‌دهد و درون پُر غوغایش را …
او به تکنیک‌های بسیاری مسلط است و قدرتمندانه این امکان بیان را برای نقاشی‌هایش ایجاد می‌کند.
وی اشاره کرد: سلف پرتره ایشان به همراه چند اثر از نقاشی‌هایی در کتاب جدید تاریخ نقاشان معاصر خانهٔ دانته به چاپ خواهد رسید.
جواد مجابی شاعر، نویسنده و منتقد هنری:
امیرمحمد قاسمی‌زاده با چهره‌پردازی از شخصیت‌های برجستهه معاصر و ملی، دشوارترین شیوه را برای ساده‌ترین بیان انتخاب کرده، سادگی بیان به قلمی آزاد و رها با نوعی شوریدگی در شباهت، وظیفه‌ای خطیر که به‌غایت از عهده برآمده است.
آیدین آغداشلو (نقاش و منتقد)
مجموعه نقاشی‌های امیرمحمد قاسمی زاده در کتاب یادِبامداد، تحلیل عمیق، گسترده و وسوسه گونهٔ نقاش جوانی است از شاعری بزرگ، که قطعاً از تأثیرگذارترین شاعران معاصر ایران است. او با تکنیک‌های متنوع گوشه‌های نهانی و پنهان مانده از صورت و شخصیت و معنای او را کشف و رمزگشایی می‌کند و می‌یابد.
گمان نمی‌کردم مهری چنین سرشار و خالص در این زمانهٔ فراموش گر وجود داشته باشد. اما می‌بینم که هست و حضور دارد و شکر خدا که جهان، به آن تنگی و تاریکی که گمان می‌کنیم، نیست.
عباس عارف منتقد هنرهای تجسمی، شاعر و خوشنویس:
در پُرتره بعد از استاد صنعتی کسی مثل امیر را نداریم. امیر نبوغ و از همه مهم‌تر درد نقاشی دارد. اگر امیر همین‌طور ادامه دهد ۳۰ سال دیگر نقاشی ایران را جابه‌جا می‌کند.

## نمایشگاه‌ها
- «یاد بامداد» نمایشگاهی از نقاشی‌ها و مجسمه هایی از احمد شاملوست که بر اساس شعرها و پرتره ی شاعر کار شده است که  سال ۱۳۸۴ در گالری لازاریان برپا شد.

- «یاد مرکب‌ها» نمایشگاهی از پرتره شاعران و موسیقی دان‌های ایرانی از آغاز مشروطه تا سال ۱۳۵۷ است که در سال ۱۳۸۸ ( گالری مینا)  برپا شد.[۱۰]
- نمایشگاه « برف و بوم» اجرای پرفرمنسی در ادامه و مرتبط با نمایش یک ویدئو آرت و ارائه ی ادیشنال پکیج کتاب ، مجسمه و فیلم در سال ۱۳۹۵ (گالری مینا) برگزار شد.
- افتتاح نمایشگاهی از نقاشی ها و مجسمه ها به همت روزبه نعمت‌اللهی در مجتمع تجاری کویین سنتر واقع در الاهیه تهران (۱۴ شهریورماه ١٣٩۶)[۱۱][۱۲][۱۳]
- رونمایی از کتاب یادمرکب‌ها در شهر تفرش زادگاه امیر محمد قاسمی زاده در تاریخ ۱۵ شهریور ماه ۱۳۹۶ برپا شد.

## فعالیت های سینمایی
آغازِ حضور در همکاری با کارگردانانی چون تهمینه میلانی از سال ۱۳۷۵ با فیلم (دو زن) و (نیمهٔ پنهان) بود.
ساخت دو فیلم مستند و داستانی از سیمین بهبهانی با عنوان «یک دریچه به آزادی» و محمد مصدق با عنوان فیلم «احمدآبادکجاست»، ساخت فیلم «مجسمه فردوسی» از جمله کارهای او می‌باشد
همچنین همکاری با افشین اخلاقی (کارگردان) در فیلم‌های کوتاهی به نام‌های: «به چشم خواهری» در نقش طراح صحنه و لباس و «طعمِ سلفی» که به عنوان مشاور و مدیر هنری در آن ایفای نقش داشت. همچنین با ساخت فیلم‌هایی چون:
«مجسمهٔ فردوسی»، «برف و بوم» ویدئوآرتی به همراه یک اجرا و نمایش یک پرفورمنس در سال ۱۳۹۵و نمایشی دیگر به سال ۱۳۹۶ در ایتالیا فلورانس خانه-موزهٔ دانته می‌باشد.

## افتخارات
پرتره امیرمحمد قاسمی‌زاده به پیشنهاد هیئت مدیر خانه «دانته» در سالن اصلی مشاهیر آن موزه در کنار نقاشان برجستهٔ معاصر ایتالیا نصب و نگهداری می‌شود. در این خانه_موزه بسیاری از آثار نقاشان، مجسمه سازان و اسناد مهم تاریخی اعم از دست نویسِ شعرهای شاعران و نویسندگان نگهداری می‌شود. همچنین مجسمه‌ای از ساخته‌های قاسمی‌زاده در موزهٔ خانهٔ دانته نگهداری خواهد شد.